# 暴行切り裂きジャック
『暴行切り裂きジャック』（ぼうこうきりさきジャック）は、1976年に公開された日活ロマンポルノ作品。監督は長谷部安春。
本作は2016年5月19日から2016年6月22日にかけて韓国で行われていた映画祭「ロポクラシック・フィルム・フェスティバル」にて他の日活ロマンポルノ作品とともに上映された。

## あらすじ
ある雨の夜、ユリとケンは車に一人の女を乗せるも、その不気味な言動に腹を立て、車から突き落として殺した。二人は女の遺体を隠した後、恐怖から逃れるようにセックスをする。
その後も二人はセックスをするも物足りなさを感じ、あの夜の恐怖がスパイスとなっていたことに気づく。それから二人は殺人を重ねるが、ケンはユリの高圧的な態度に嫌気がさしており、やがてひとりで殺人を重ねるようになる。それに気づいたユリはケンとよりを戻そうとする。
ある夜、ケンは看護婦の宿舎で殺戮を繰り広げていたところ、こっそり尾行していたユリが現れ、抱き着こうとする。だが、ケンはユリをナイフで刺す。

## キャスト
- ユリ：桂たまき
- ケン：林ゆたか
- 拘束衣の娘：山科ゆり
- 爛熟した婦人：岡本麗
- 髪の長い女：潤まり
- 看護婦：森みどり、梓ようこ、飯田紅子、吉井亜樹子
- 女支配人：堺美紀子
- 職人：田畑善彦
- 髭の紳士：三川裕之
- ブティックの女：高村ルナ
- 美少女：八城夏子
- コールガール：丘奈保美